# Chiesa di San Miguel de Lillo
La chiesa di San Miguel de Lillo è una chiesa della città spagnola di Oviedo (Asturie), situata sulla falda meridionale del monte Naranco, a tre chilometri da Oviedo. È considerata Bene d'interesse culturale spagnolo dall'8 giugno 1917 e fa parte del Patrimonio dell'umanità "Monumenti di Oviedo e del Regno delle Asturie".

## Storia
Costruita verso l'848, sotto il re Ramiro I, dall'architetto Tioda, detto el maestro de Naranco, dal nome della collina.
Probabilmente, secondo la Cronaca d'Albelda, questo monarca la fece costruire contemporaneamente al suo palazzo, avendo così la funzione di chiesa palatina.
Allora fu consacrata a Santa Maria e a San Michele arcangelo.
Nel gennaio del 2009 è stato notato un imminente crollo dell'edificio e un deterioramento quasi irreparabile dell'insieme, e dei dipinti in particolare, a causa della grande umidità del luogo.. Nel 2011 sono stati intrapresi lavori di restauro.
Attualmente la chiesa è dedicata San Michele Arcangelo.

## Architettura

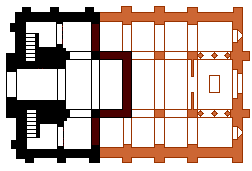
Pianta dell'edificio

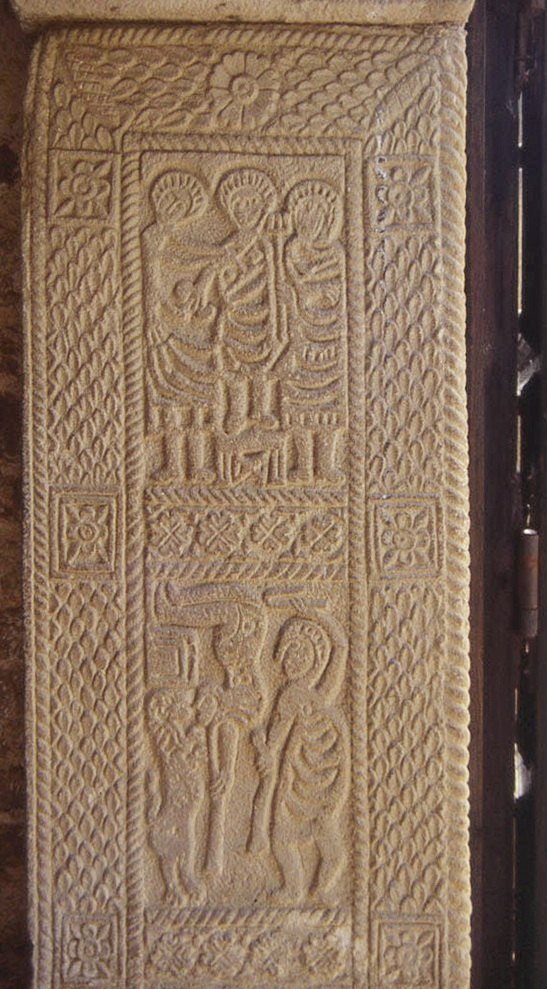
Stipite in rilievo della porta d'ingresso

All'origine si trattava di una basilica a tre navate, ma si conserva solo un terzo della sua lunghezza : in effetti essa fu deteriorata fin dal XIII secolo o dall'inizio del XIV a causa della cattiva qualità del terreno. Si è conservato soltanto il vestibolo e l'inizio delle tre navate. Al primo piano si trova la tribuna regia e da entrambi i lati due piccole cappelle.
La copertura è costituita da un sistema complesso di mezze volte a botte.
Le navate sono separate da archi che poggiano su colonne; il pilastro utilizzato come supporto è inusuale nella misura e per l'arte asturiana. Le colonne poggiano su alte basi quadre decorate con sculture che inquadrano figure umane.
È costruita in gran parte con blocchi di pietra e angoli e contrafforti sono in conci.
Molte finestre del tipo a divisorio traforato, tagliate in pietra, si sono conservate.
La costruzione si rivela svelta e mostra un certo interesse da parte del proprio autore per le proporzioni, poiché la sua altezza è tre volte la larghezza delle sue navate.

## Decorazione scultorea
Notevole è la decorazione scultorea in rilievo, specialmente quella degli stipiti della porta d'ingresso, probabilmente ispirate da un dittico consolare bizantino del VI secolo, appartenente al console Areobindo, che è conservato nel museo di San Pietroburgo. Esso presenta scene di un circo con un saltimbanco che fa acrobazie e di un domatore di leoni.
Tutta la decorazione scultorea degli stipiti, delle basi e dei capitelli denota una forte influenza bizantina, orientale e anche longobarda e presenta un certo incanto primitivo.

## Decorazione pittorica

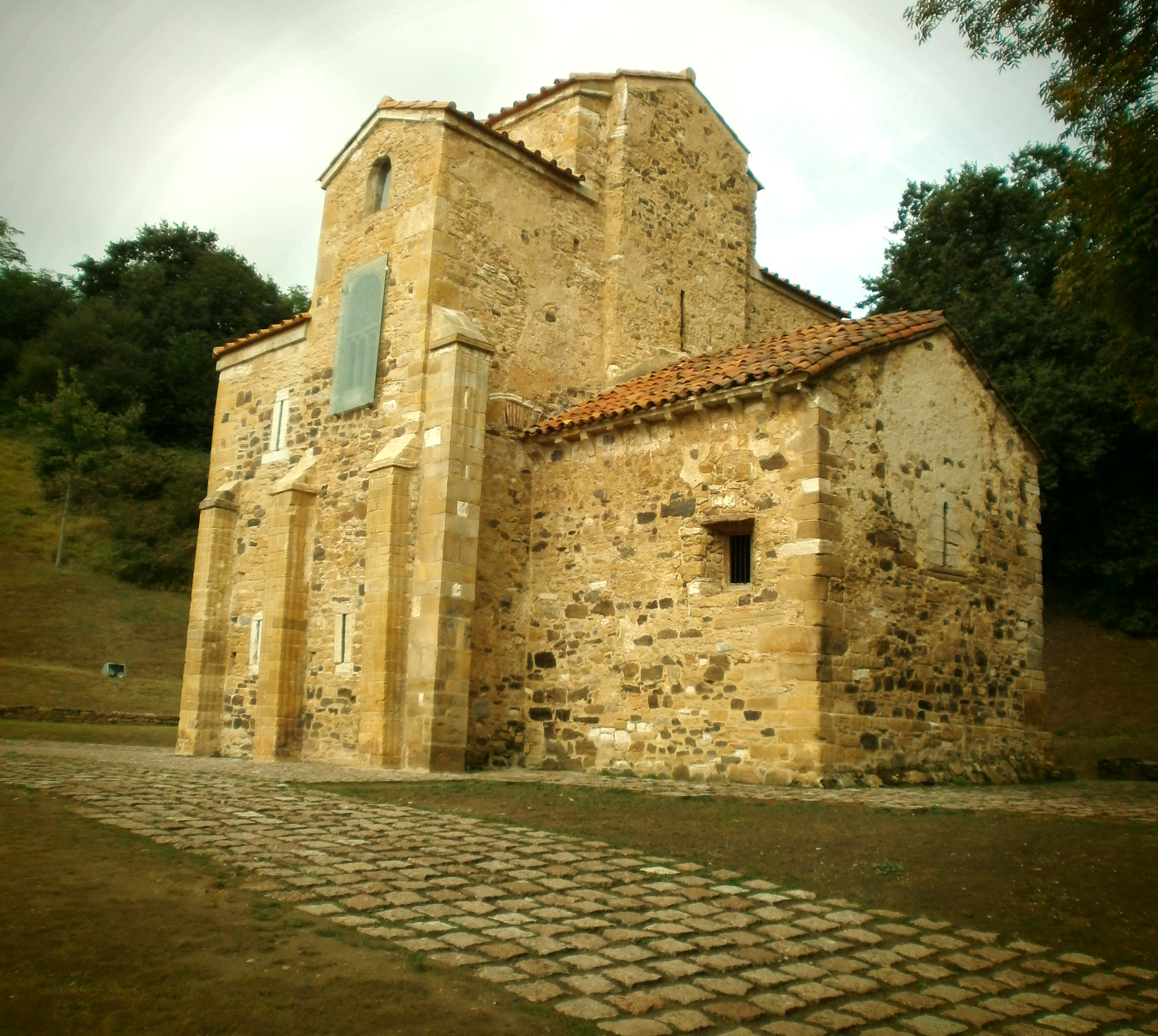
Vista posteriore

Sono ancora conservati resti della decorazione pittorica murale nella quale si possono distinguere due fasi. Quella che imita l'epoca di Alfonso II, detto il Casto è visibile a San Julián de los Prados, ma esistono altre decorazioni totalmente nuove aventi come soggetto principale delle figure umane. Questi affreschi sono visibili sui muri sud ed est della navata.